# 지리 CK
지리 CK(영어: Geely CK)는 지리 자동차에서 2005년 5월부터 2016년 1월까지 생산했던 4도어, 5인승 서브컴팩트 세단이다. CK의 중국어 이름인 Ziyoujian은 "자유선(Freedom Ship)" 또는 "자유 순양함(Free Cruiser)"을 의미한다. 2007년부터 2008년까지 러시아 시장에서 지리 오타카로 판매되었다. 현재 이 자동차는 중국 국내 시장에서 지리의 최근 브랜드 확장의 일환으로 글이글 CK로 판매된다.

## 개요
CK는 미국 자동차 전시회에서 처음으로 전시된 중국 자동차라는 명예를 지니고 있는데, 일반 대중에게는 공개되지 않고 언론에만 공개되었다. 지리는 다음 해에 미국 본토에서 판매를 시작하기 위해 2007년에 푸에르토리코에서 모델 판매를 시작할 계획이었다. 그러나 지리가 IIHS와 NHTSA 안전 테스트에 실패하면서 계획은 중단되었다. CK는 2005년 프랑크푸르트 모터쇼에서도 다른 4개의 지리 모델과 함께 전시되었다.
2009년 최소 1,500대의 지리 CK가 쿠바로 선적되어 정부 관리와 경찰이 사용하던 많은 라다 2105를 대체했다. 이로써 이 자동차는 쿠바에서 흔한 광경이 되었다. 구형 러시아산 라다를 대체하면서 정부 관리와 경찰이 운전하고 있으며 렌터카 차량으로도 이용 가능하다. 사양에는 파워 윈도우와 에어컨이 포함된다. 그러나 신뢰성이 떨어진다는 평판이 있어 많은 운전자들은 구형 러시아산 차량을 더 선호한다.
1.5 L 엔진은 토요타 자동차 설계로, 샤리에서도 생산 허가를 받았다. 이 엔진은 6000 rpm에서 94 hp (70 kW)를 생산한다. 4단 자동변속기는 중국에서 제조되었으며, 그곳에서 제조된 최초의 자동변속기이다. 2008년에는 헤드라이트와 범퍼가 수정된 페이스리프트 모델 CK II가 출시되었다. 페이스리프트 이전 모델은 W220 S-클래스 메르세데스-벤츠와 비슷하고, 페이스리프트 모델은 W203 C-클래스와 비슷하다.
2010년 라틴 NCAP에서 발표한 첫 번째 자동차 안전 충돌 테스트 결과에서 에어백이 없는 CK 버전은 성인 탑승자 보호에서 별 4개 중 0개를, 어린이 탑승자 보호에서는 별 4개 중 2개를 받았다. 보도 자료는 다음과 같이 언급했다: "운전자에 대한 보호는 대부분의 신체 부위에서 미흡하다. 테스트 중 차체가 상당히 붕괴되었다." 테스터에 따르면, 이 자동차의 구조는 너무 나빠서 에어백조차도 상황을 개선하지 못할 것이라고 한다.
1.3 L (1342 cc) 엔진으로 85 PS (85 PS (63 kW))를 생산하는 CK Work는 콜롬비아에서 택시로 사용하기 위해 판매된다.
CK는 이후 2015년에 페이스리프트되었고 2016년에 생산이 종료되었다.

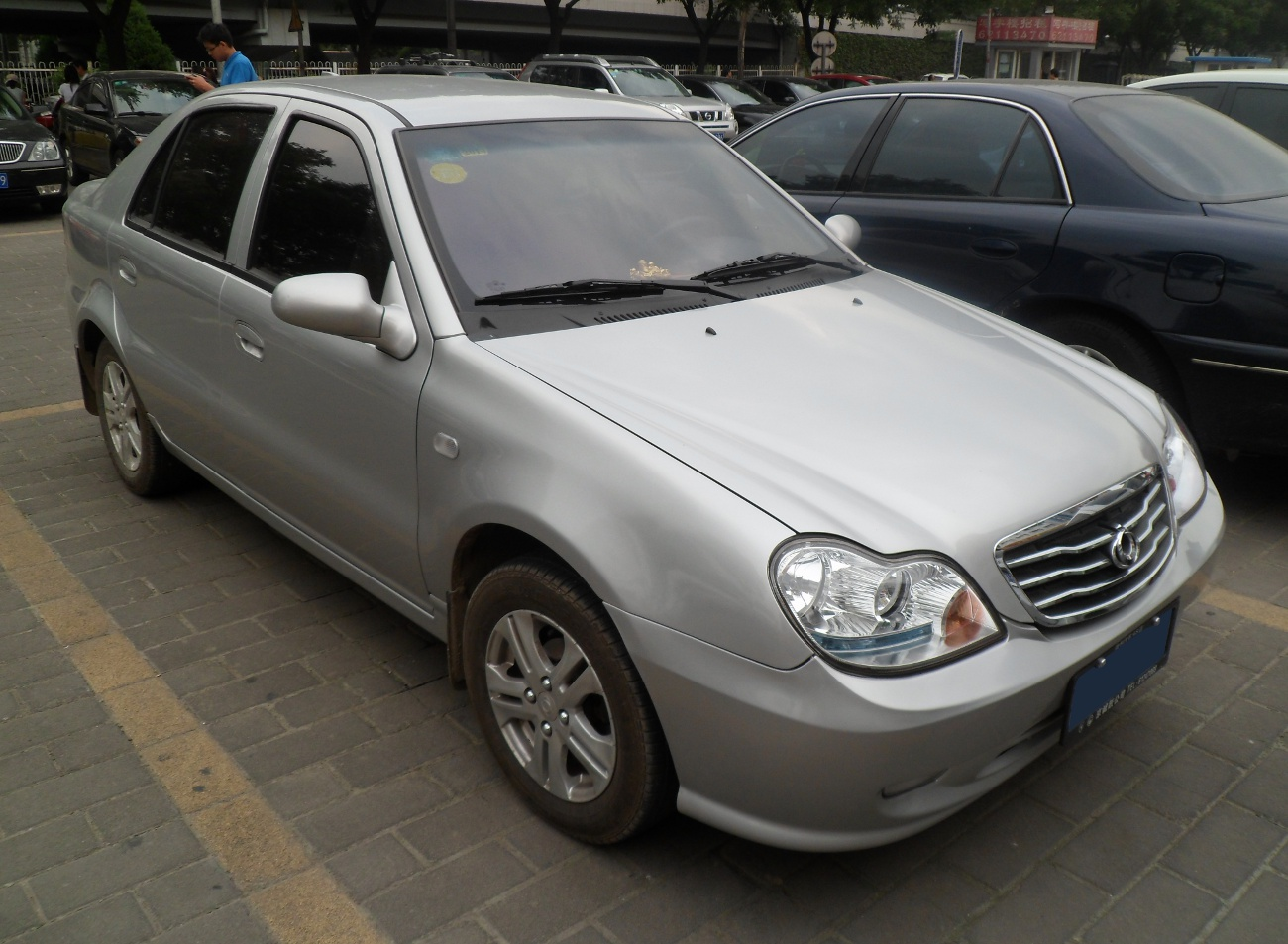
글이글 CK 전면.
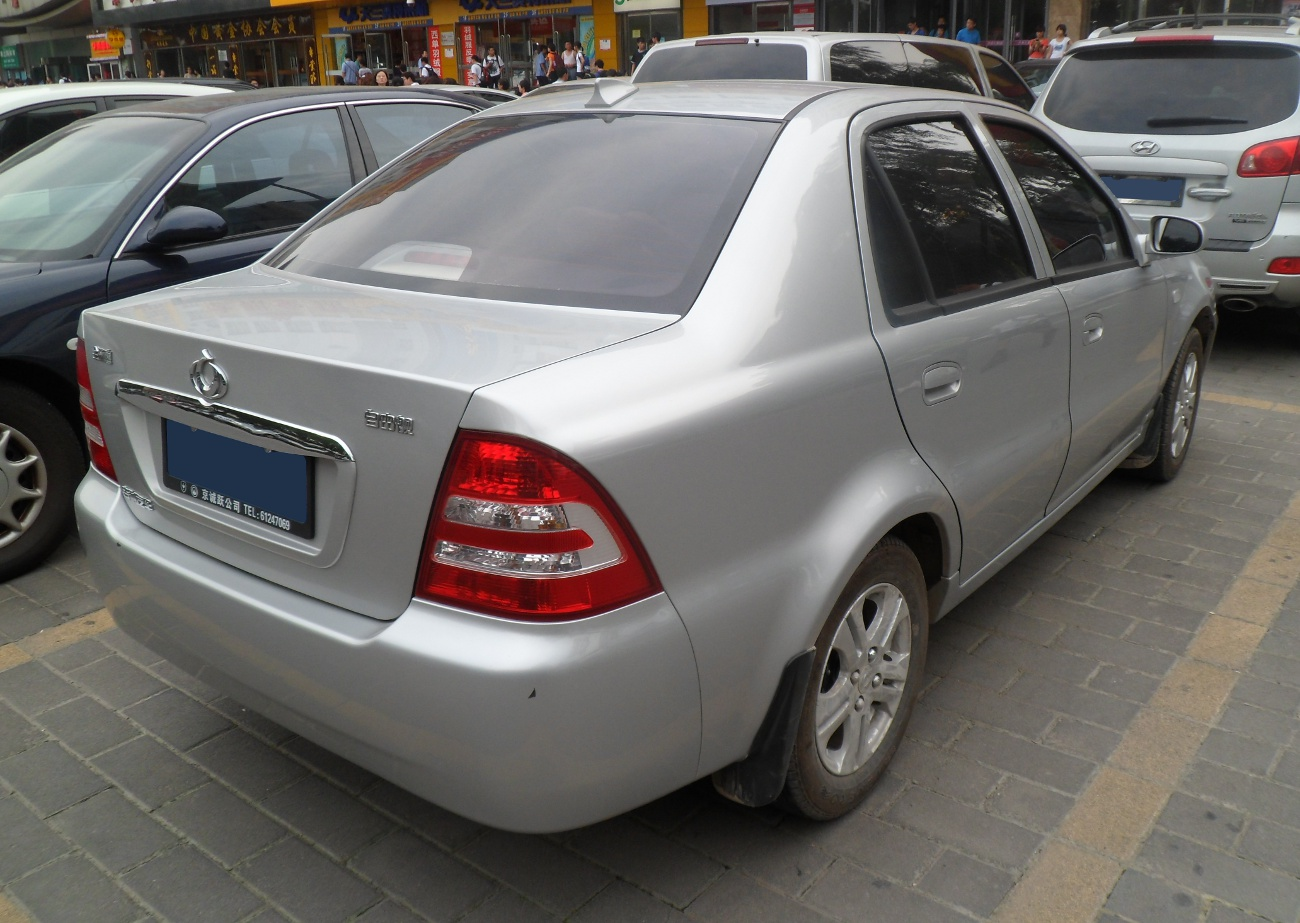
글이글 CK 후면.
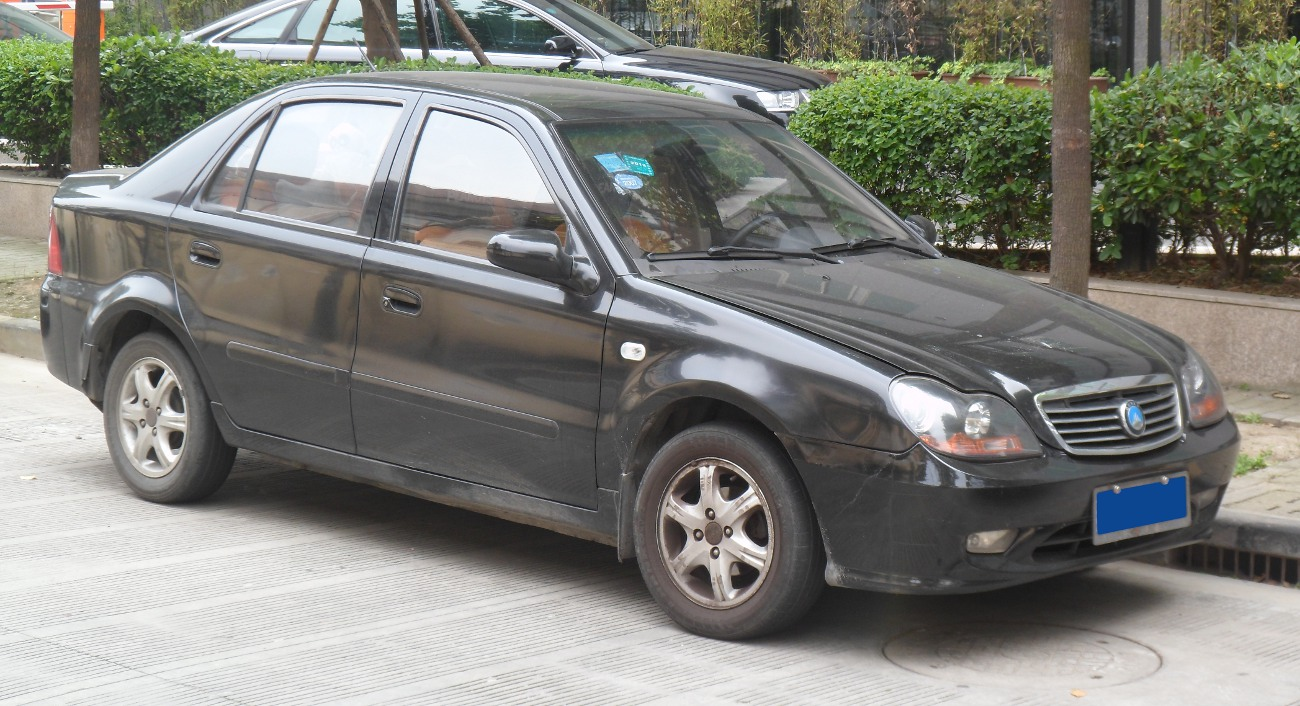
지리 CK 전면.
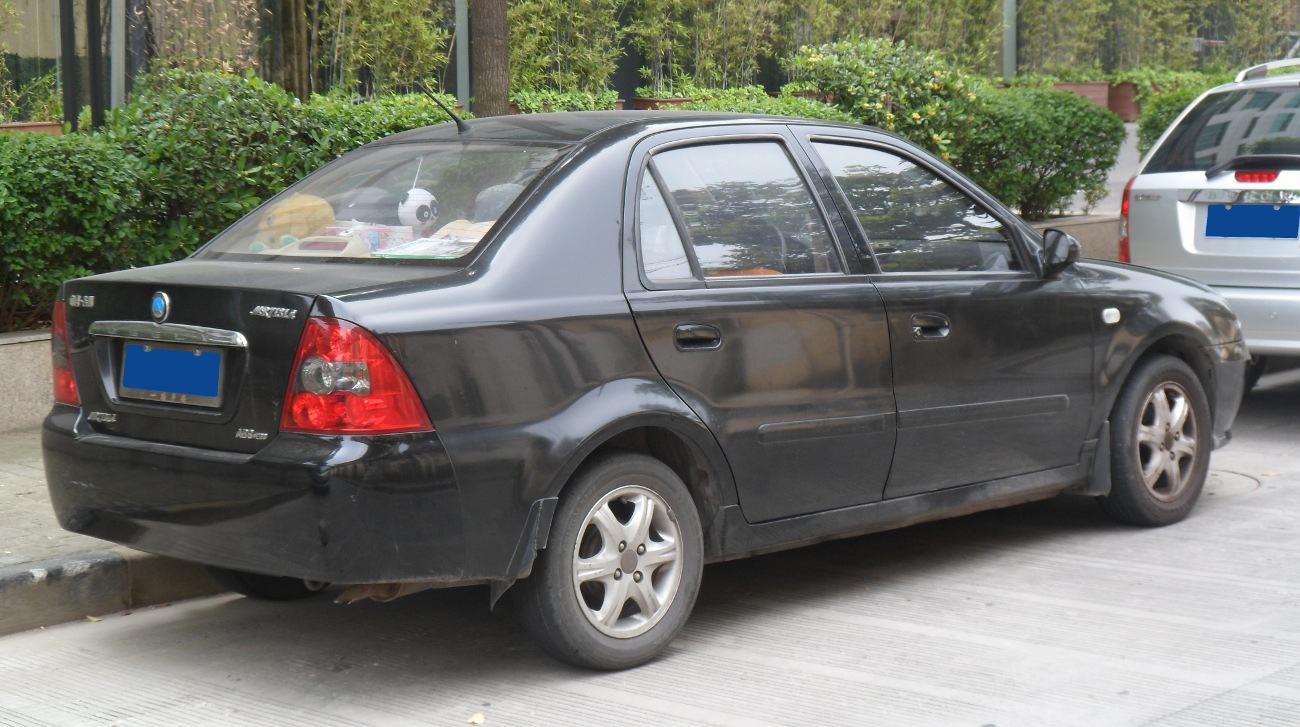
지리 CK 후면.
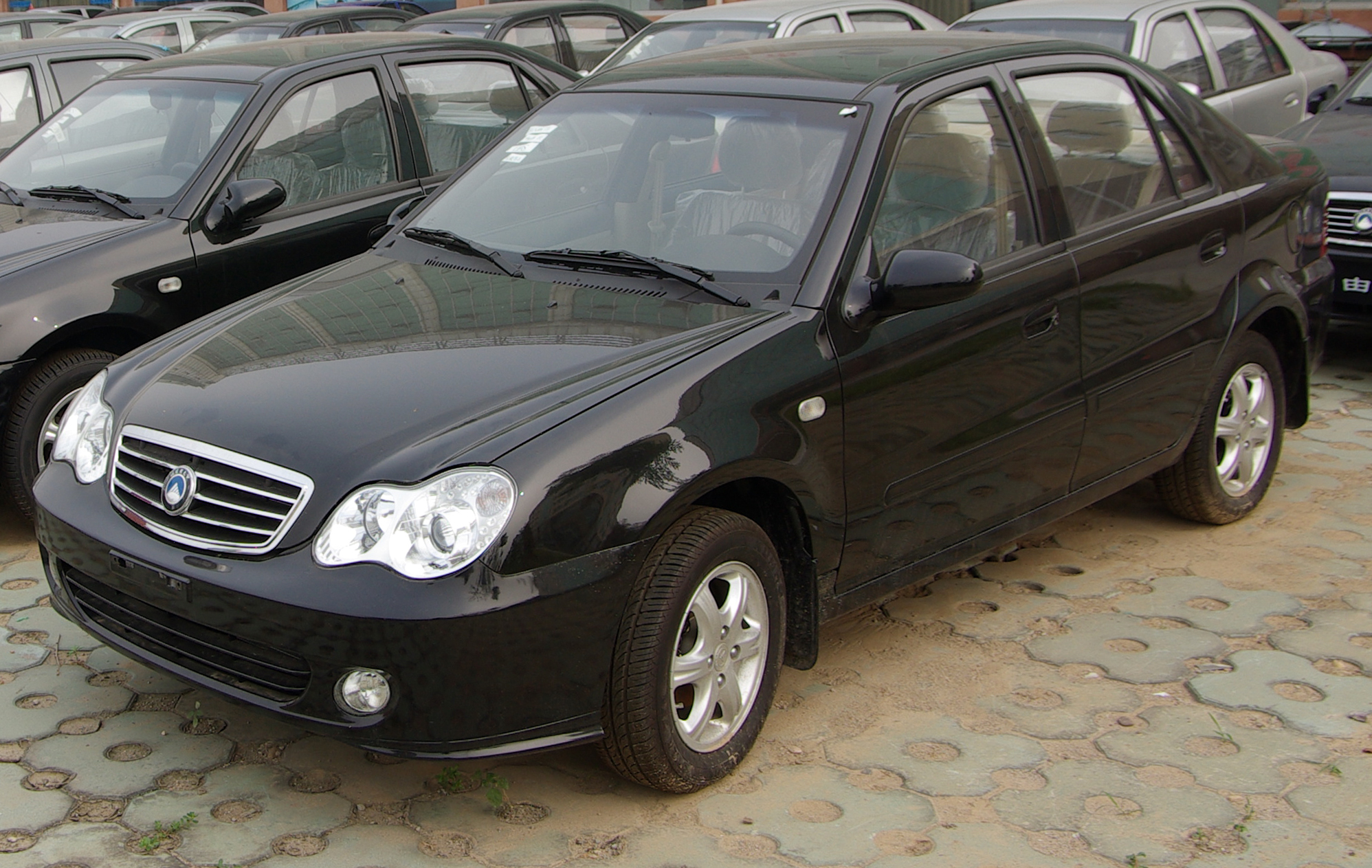
페이스리프트된 지리 CK II.
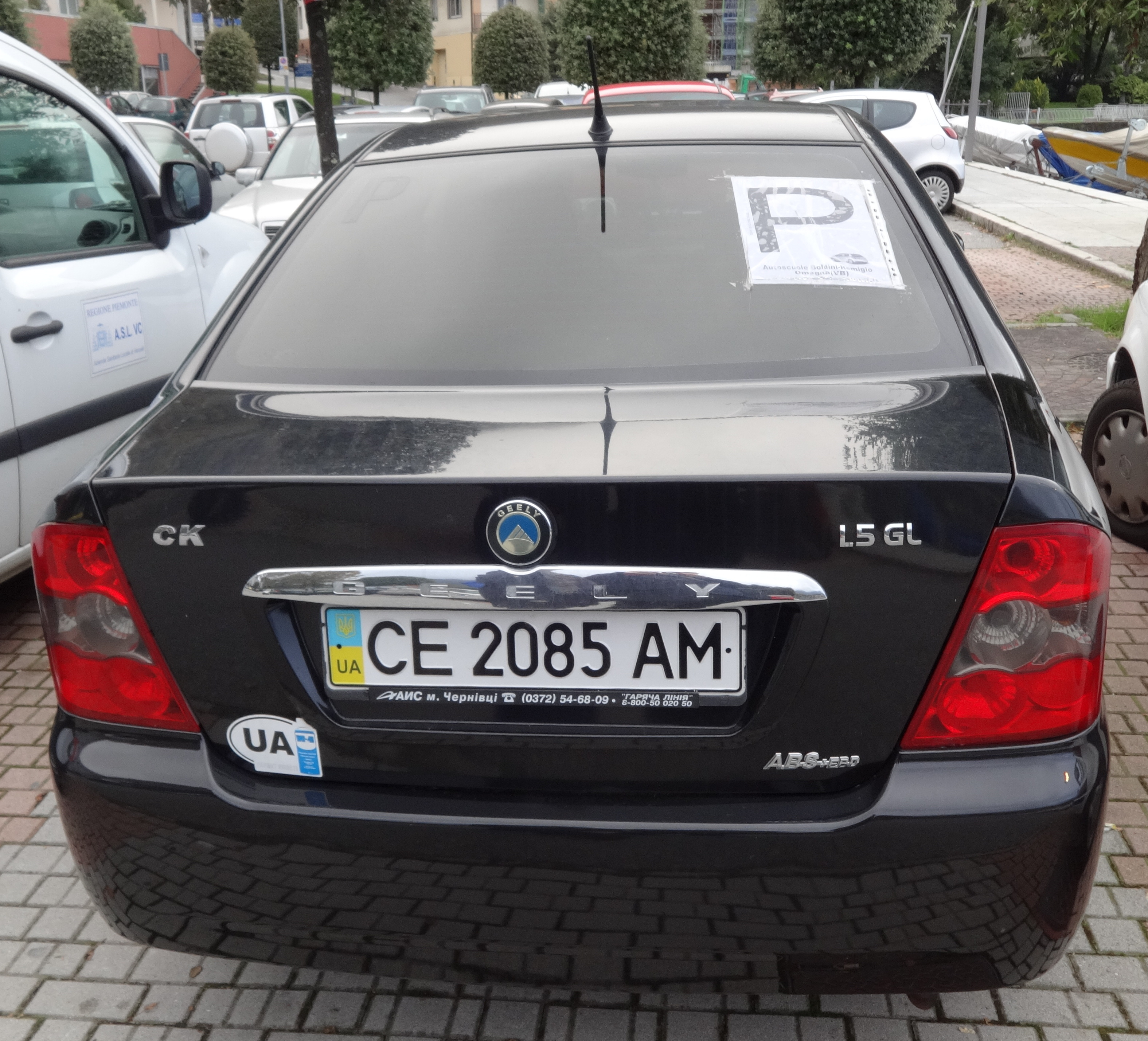
지리 CK 후면.

## 안전
라틴 NCAP의 2010년 평가에서 라틴 아메리카용으로 에어백이 없는 가장 기본적인 버전의 지리 CK 1.3L은 성인 탑승자 보호에서 별 0개, 유아 탑승자 보호에서 별 2개를 받았다.

## 참고 문헌
- “디트로이트 자동차 전시회에서 중국 자동차 데뷔”. 《워즈 오토월드》. 2006년 1월 12일에 원본 문서에서 보존된 문서. 2006년 1월 11일에 확인함.
- “중국의 행운의 남자가 볼보를 차지하다”. 《디 이코노미스트》. 2010년 8월 5일. 2010년 8월 9일에 확인함.